# Paul Arthurs
Paul Benjamin Arthurs, noto come Bonehead (Burnage, 23 giugno 1965), è un chitarrista inglese.
È stato membro fondatore degli Oasis, di cui ha fatto parte dal 1991 al 1999 e tornato per fare parte del loro tour di reunion intitolato Oasis Live '25
Il soprannome "Bonehead" gli fu dato dal padre quando aveva 9 anni per il taglio di capelli.

## Biografia

### Infanzia e prime esperienze musicali
Arthurs è nato a Manchester da una famiglia cattolica di emigranti irlandesi. Suo padre lavorava come operaio in una industria di demolizioni. A differenza di Liam e Noel, Bonehead è un grande tifoso del Manchester United.
Paul ha lasciato la scuola a sedici anni nel 1981 e da allora ha cominciato a lavorare come imbianchino. Nel 1984 iniziò a suonare in una band chiamata Pleasure and Pain. In questo periodo conobbe Kate, che più tardi sposerà.
Verso la fine degli anni '80, mentre lavorava ancora come muratore, fondò una band con i suoi amici, Paul "Guigsy" McGuigan (basso), Tony McCarroll (batteria) e Chris Hutton (voce). Erano i Rain. In questo periodo Arthurs comprò un pulmino, chiamato The Bonemobile, il quale serviva a trasportare il materiale della band dal garage di Huttun ai pub dove si esibivano. Il pulmino fu decorato da Guigsy con disegni psichedelici, prendendo l'ispirazione da un concerto degli Stone Roses nel 1990 a Spike Island.

### Con gli Oasis
Quando Hutton se ne andò Paul chiese all'amico Liam Gallagher di prendere il posto di cantante. Liam cambiò il nome della band in Oasis e i due iniziarono a collaborare scrivendo insieme i testi, ma la band non ebbe successo finché Liam non sollecitò il fratello Noel, che lavorava come roadie negli Inspiral Carpets, ad entrare nel gruppo. Noel portò con sé una raccolta di canzoni che aveva fatto con i Carpets. Arthurs ricorda, a tal proposito, che le prime canzoni che Noel gli suonò furono "Live Forever" e "All Around the World". Il suo sound è caratterizzato dalla forte presenza di powerchords e accordi in barré che hanno definito il sound della band già dal primo singolo "Supersonic", uno dei brani dove la sua chitarra si sente maggiormente. Il suo ruolo negli Oasis (come chitarrista) si limitò agli accompagnamenti, anche se in "Up in the Sky" suona lui la parte solista mentre Noel quella ritmica.
Paul disse che la sua canzone preferita con gli Oasis era Columbia, dove doveva suonare appena tre accordi con la chitarra. Comunque, il tour manager Ian Robertson ha detto che quando Noel suonò per la prima volta Champagne Supernova alla band, Arthurs crollò e si mise a piangere. Quando gli Oasis hanno eseguito la canzone "Whatever" a Top of the Pops, si sono presi gioco del playback e uno dei violoncellisti della sezione degli archi è stato sostituito dallo stesso Arthurs. Verso la fine dell'esibizione, ha iniziato a usare l'archetto per dirigere.
Durante l'esperienza con gli Oasis, Arthurs suonò molti strumenti come violoncello e pianoforte (come nel videoclip di Don't Look Back in Anger). Arthurs doveva registrare la canzone Bonehead's Bank Holiday, suonando la chitarra, ma accompagnando anche Noel alla voce. Al momento di sovraincidere la sua voce Arthurs era ubriaco e anche per colpa della sua timidezza finì che solamente Noel contribuì alla parte vocale. Arthurs è passato brevemente al basso dopo che Scott McLeod - che ha sostituito Guigsy prima che fosse convinto a rientrare - ha lasciato nel bel mezzo del tour negli Stati Uniti del 1995 degli Oasis; è apparso con la band al Late Show con David Letterman che suonava il basso.
Noel è anche il padrino della prima figlia di Arthurs, Lucy Oasis Arthurs (nata il 23 gennaio 1995) e ha dichiarato più volte di aver scritto Don't Go Away su richiesta di Arthurs per sua madre Delia, che stava per morire di cancro (il CD Be Here Now è dedicato, infatti, a Delia Arthurs, scomparsa durante le registrazioni). La canzone è dedicata anche alla madre di Noel e Liam, Peggy, anche lei ricoverata in ospedale perché affetta da cancro.
Arthurs lasciò la band insieme a Paul McGuigan nel 1999, durante le registrazioni del quarto CD degli Oasis, Standing on the Shoulder of Giants. Dichiarò di voler trascorrere più tempo con la propria famiglia (il suo secondo figlio, Jude Arthurs - chiamato così in onore della canzone "Hey Jude" dei Beatles - nacque il 12 agosto 1997).

### Dopo gli Oasis
Arthurs fu rimpiazzato da Gem Archer, che da allora in poi è stato espressamente definito un "professionista". Il resto della band ha minimizzato la reazione alla sua partenza, Noel Gallagher ha commentato: "non è certo Paul McCartney che lascia i Beatles", sebbene abbia anche detto "Dobbiamo rispettare la loro decisione (di Bonehead e Guigsy) come uomini di famiglia". Gallagher ha ammesso in diverse occasioni di non nutrire rancore nei confronti dell'ex chitarrista ritmico e di ammirarlo per l'impegno profuso. Nel 2016, Gallagher disse che Arthurs era "lo spirito degli Oasis". Ora vive a Manchester dove ha costruito uno studio sotto la sua casa e si esibisce ogni tanto nei locali come Dj (la sua playlist contiene brani degli Oasis come "Live Forever" e le varie collaborazioni tra i fratelli Gallagher con i Death in Vegas e The Chemical Brothers), oltre che a presentare un programma sulla BBC Radio di Manchester con Terry Christian, Natalie-eve e Michelle Hussey. Il programma s'intitola Manchester Music e ha avuto come ospiti altri artisti musicali di Manchester, inclusi membri di Happy Mondays, The Smiths e The Charlatans. Ha formato Moondog One (dal nome di Johnny and the Moondogs, uno degli ex titoli dei Beatles prima che diventassero famosi), che comprende anche Mike Joyce degli Smiths e Andy Rourke.
Nel 2004, Arthurs ha collaborato con Sek Loso per suonare la chitarra ritmica per la band Loso. Il gruppo ha girato l'Asia, l'Europa e gli Stati Uniti alla ricerca di un contratto con l'etichetta.
All'inizio del 2007, Arthurs ha avuto una presenza visibile nel nord-ovest dell'Inghilterra per la prima volta da quando ha lasciato gli Oasis otto anni prima. In particolare il suo sostegno al concerto di raccolta fondi Versus Cancer di Andy Rourke ha visto la coppia esibirsi insieme per strada nei Cathedral Gardens di Manchester per aumentare la consapevolezza del cancro e per raccogliere fondi per il Christie Hospital di Manchester. Il 30 marzo 2007 si è tenuto il concerto Versus Cancer alla MEN Arena di Manchester. Arthurs suonava il basso (piuttosto che la chitarra) in un set di due canzoni. Faceva parte di una band annunciata come "Electric Milk Band", che comprendeva anche ex membri degli Happy Mondays.
Nel 2018, Arthurs doveva apparire nello show di ITV, Dancing on Ice. Tuttavia, ha subito un infortunio durante l'allenamento, dopo essersi schiantato contro un distributore automatico a bordo pista.

#### Progetti solisti
Arthurs ha iniziato questo progetto all'inizio del 2013 con Vinny Peculiar (alias Alan Wilkes). Il loro "gruppo" Parlour Flames ha pubblicato un album omonimo nel maggio 2013, il primo di Arthurs da quando ha lasciato gli Oasis. I musicisti ospiti del progetto includevano il percussionista Che Beresford e il suonatore di ottoni Bob Marsh dei Badly Drawn Boy e Anna Zweck dei Samson & Dalilah al flauto e ai cori.
L'ultimo progetto di Arthurs è stato avviato nel 2014 con il cantautore Alex Lipinski. Il loro EP è stato pubblicato nel maggio 2014 sotto Cherry Red Records. L'EP include quattro tracce ed è disponibile in vinile e download digitale.

#### Beady Eye
Nel 2013 e nel 2014 Arthurs tornò in scena come turnista temporaneo dei Beady Eye, sostituendo Gem Archer, che necessitava di un periodo di riposo in seguito a un infortunio. Arthurs tornò a suonare con Liam Gallagher a distanza di 18 anni dall'ultima volta.

#### Collaborazione con Liam Gallagher
Arthurs collaborò in As You Were, primo album da solista di Liam Gallagher, dove ha suonato come chitarrista ritmico in Bold e alla tastiera per For What It's Worth. Nella prima esibizione del tour, il 30 maggio 2017 al Ritz di Manchester, Arthurs ha suonato la chitarra nel brano Be Here Now.
Il 22 maggio 2018 si è esibito al London Stadium insieme alla band di Liam Gallagher, che era artista di supporto dei Rolling Stones.
Il 18 agosto seguente, insieme al figlio Jude e a Richard Ashcroft, ha nuovamente accompagnato, sul brano Live Forever, l'amico Liam Gallagher, di scena all'Old Trafford Cricket Ground di Manchester.
Il 21 settembre 2019 si è nuovamente esibito al Ritz di Manchester con Liam, in uno speciale concerto organizzato da Radio X. Nei mesi seguenti ha suonato la chitarra durante il tour di Liam Gallagher a sostegno del disco Why Me? Why Not. e nei successivi concerti.
Il 26 aprile 2022 ha annunciato che, essendogli stato diagnosticato un cancro alle tonsille, non avrebbe potuto unirsi a Gallagher nel suo tour per sottoporsi alle cure. Il 29 settembre 2022 ha annunciato la sua guarigione dal cancro e sei mesi dopo ha confermato la volontà di esibirsi nuovamente con Liam Gallagher nel suo tour del 2023, ma non vi ha poi preso parte.
Nell'ottobre 2023 Liam Gallagher ha annunciato un tour per celebrare, nel 2024, il trentennale del disco Definitely Maybe degli Oasis, con la partecipazione di Arthurs.

## Stile
Era la chitarra ritmica degli Oasis. La sua chitarra, tutt'ora in uso, è una Matsoumoku Epiphone Riviera, storica chitarra del gruppo.